# 2005年亞洲室內運動會中華台北代表團
2005年亞洲室內運動會中華台北代表團是中華民國（台灣）以“中華台北”名義，參與在泰國曼谷舉行的2005年亞洲室內運動會。

## 獎牌項目
| 比賽項目 | 金牌 | 銀牌 | 銅牌 | 總數 |
| 游泳     | 3    | 3    | 2    | 8    |
| 極限運動 | 2    | 1    | 1    | 4    |
| 運動舞蹈 | 1    | 0    | 0    | 1    |

## 游泳
- 楊金桂：
  - 女子50公尺蝶式（ 銀牌）
  - 女子100公尺蝶式（ 金牌）
  - 女子50公尺自由式（ 銀牌）
  - 女子100公尺自由式（ 金牌）
  - 女子200公尺自由式（ 金牌）
- 聶品潔：
  - 女子50公尺自由式（ 銅牌）
  - 女子100公尺自由式（ 銀牌）
  - 女子200公尺自由式（ 銅牌）

## 有氧體操
- 童俊貴、呂美儀

## 運動舞蹈
- 王毓弘、蕭苑如：鬥牛舞拉丁舞（ 金牌）

## 運動攀登
- 黃國維：男子先鋒賽（未晉級）

## 極限運動

### 直排輪組
- 洪建凱：
  - 最佳技巧賽（ 金牌）
  - 直排輪U型管賽（ 金牌）
  - 直排輪公園賽（ 銅牌）

### 極限單車組
- 鄭邦中：
  - 最佳技巧賽（傷退）
  - 公園賽（第6名）

### 滑板組
- 陳家輝：
  - 最佳技巧賽（ 銀牌）
  - 公園賽（第7名）

## 室內田徑
- 梁澤敬：男子60公尺（未晉級）
- 余雪安：女子60公尺（第5名）